# Takumu Kawamura
Takumu Kawamura (jap. 川村 拓夢, Kawamura Takumu; * 28. August 1999 in Hiroshima, Präfektur Hiroshima) ist ein japanischer Fußballspieler.

## Karriere

### Verein
Takumu Kawamura erlernte das Fußballspielen in der Jugendmannschaft vom Hara SC und Sanfrecce Hiroshima. Hier unterschrieb er 2018 auch seinen ersten Profivertrag. Der Verein aus Hiroshima, einer Hafenstadt im Südwesten der japanischen Hauptinsel Honshū, spielte in der höchsten japanischen Liga, der J1 League. In seiner ersten Saison kam er nicht zum Einsatz. Zu Beginn der Saison 2019 wurde er an den Zweitligisten Ehime FC nach Matsuyama ausgeliehen. Hier spielte er in zwei Jahren 77-mal in der zweiten Liga. 2021 belegte man mit Ehime den 20. Tabellenplatz und stieg in die dritte Liga ab. Nach der Ausleihe kehrte er im Februar 2022 zu Sanfrecce zurück. Am 22. Oktober 2022 stand er mit Hiroshima im Endspiel des Japanischen Ligapokals. Hier besiegte man Cerezo Osaka mit 2:1.
Nach 62 Einsätzen in der ersten japanischen Liga wechselte Kawamura im Juni 2024 zum österreichischen Bundesligisten FC Red Bull Salzburg, bei dem er einen bis 2028 laufenden Vertrag erhielt.

### Nationalmannschaft
Kawamura debütierte im Januar 2024 in einem Testspiel gegen Thailand für die japanische Nationalmannschaft. Beim 5:0-Sieg der Japaner erzielte er auch direkt sein erstes Länderspieltor.

## Erfolge
Sanfrecce Hiroshima
- Japanischer Ligapokalsieger: 2022